# Wappen der Gemeinde Buch am Buchrain
Das Wappen der Gemeinde Buch am Buchrain ist seit dem 10. Juni 1983 neben der Flagge das offizielle Hoheitszeichen von Buch am Buchrain.

## Blasonierung
„In Schwarz eine obere rechte goldene Vierung, darin ein schwarzer Stierkopf, und ein aus der Ecke der Vierung wachsender silberner Buchenzweig mit drei Blättern, bewinkelt von zwei goldenen Bucheckern an silbernen Stielen.“

## Geschichte
Das Wappen wurde vom Freisinger Heraldiker Theodor Goerge gestaltet.
Buch am Buchrain war im Mittelalter der Sitz eines Adelsgeschlechtes von Puecher, auf dessen Wappen teilweise das heutige Gemeindewappen von Buch zurückgeht. So verwendete die Familie, die sich bis ins 14. Jahrhundert in Buch nachweisen lässt ebenfalls in Schwarz ein rechtes Obereck, welches unverändert ins Gemeindewappen übernommen wurde.
Der Stierkopf im Obereck entstammt dem Wappen der Familie Sandizell. Dies geht darauf zurück, dass im 16. Jahrhundert der Pfarrer von Buch, Domherr Moritz von Sandizell, zum Bischof von Freising gewählt wurde. Gleichzeitig symbolisiert der Stier die landwirtschaftliche Bedeutung und Struktur der Gemeinde.
Die Buchenblätter, die aus der linken unteren Ecke der Oberecke wachsen stehen redend für den Ortsnamen.
Die Regierung von Oberbayern genehmigte mit Beschluss vom 10. Juni 1983 die Führung des Wappens durch die Gemeinde.